# Iz daleke prošlosti
Iz daleke prošlosti je 680. redovna epizoda Zagora objavljena u Srbiji u svesci #212. u izdanju Veselog četvrtka. Na kioscima u Srbiji se pojavila 2. maja 2024. Koštala je 450 din (3,84 €; 4,1 $). Imala je 94 strane.

## Originalna epizoda
Originalna sveska pod nazivom Da un antico passato objavljena je premijerno u #680. regularne edicije Zagora u izdanju Bonelija u Italiji 2.3.2022. Epizodu su nacrtao Rafaelo dela Monika, scenario napisao Jakopo Rauk. Naslovnu stranu je nacrtao Alesandro Pičineli. Cena sveske na evropskom tržištu iznosila je 4,9 €.

## Prethodna i naredna epizoda
Prethodna sveska Zagora u okviru redovne edicije nosila je naslov Konačni okršaj (#211), a naredna Vrata između svetova (#213).